# White 〜Lovers on canvas〜
『WHITE 〜Lovers on canvas〜』（ホワイト ラヴァーズ・オン・キャンバス）は、COLORの4枚目のアルバム。

## 概要
前作『BLACK 〜A night for you〜』から7カ月後のアルバム。「CD+DVD」「CDのみ」の2形態で発売。初回限定盤にはボーナストラックとして「ただ…逢いたくて -Slow Jam Mix-」を収録。COLOR名義のアルバムは本作が最後である。
"白"をテーマに制作されたバラードアルバム。

## 収録曲

### CD/DISC-1
1. Intro 〜WHITE〜
（作詞：Daisuke“DAIS”Miyachi　作曲：Daisuke“DAIS”Miyachi・Yuichi Ohno）
2. Miss you
（作詞：Michiko Motohashi　作曲：h-wonder）
10thシングル。
CM:佐藤製薬『アセスE』
3. Long Distance
（作詞：TAKA　作曲：h-wonder）
12thシングル。
日本テレビ系『スッキリ!!』1月度エンディング・テーマ
4. White Story
（作詞：TAKA　作曲：Face 2 fAKE）
12thシングルのc/w曲。
5. Stay on
（作詞：Safari Natsukawa　作曲：Hitoshi Harukawa）
テレビ朝日系『恋愛百景』エンディング・テーマ
6. The Color Of Love
（作詞・作曲：Kenneth Edmonds）
10thシングルのc/w曲。
7. CONFIDENTIAL LOVER
（作詞・作曲：STY）
8. I Wanna Feel Your Love feat. Tyler
（作詞：ATSUSHI・Tyler　作曲：ATSUSHI・Kohei Yokono）
9. ONE
（作詞・作曲：Daisuke“DAIS”Miyachi）
10. SORA
（作詞：RYO・Seiji Omote　作曲：Seiji Omote）
11. Interlude 〜With you〜
12. With you〜Luv merry X'mas〜
（作詞・作曲：Daisuke“DAIS”Miyachi）
11thシングル。LUVandSOULのカバー。
『シオドメの森 日テレホワイトロード』テーマソング
13. Can We Fall In Love / COLOR with Boyz II Men
（作詞：Boyz II Men・Jeff Miyahara　作曲：Masaaki Asada 編曲： Kenji Hino・Masa Kohama）

Bonus track
1. ただ…逢いたくて -Slow Jam Mix-
（作詞：SHUN　作曲：Hitoshi Harukawa）

### DVD/DISC-2
1. Long Distance (Video Clip)
2. With you〜Luv merry X'mas〜 (Video Clip)
3. Miss you (Video Clip)
  - 上記3曲のPVは三部作として繋がっており、吉田夏海と中野唯花がサイドストーリーを演じている。
4. レコーディング・ドキュメンタリー of “Can We Fall In Love / COLOR with Boyz II Men”